# The Crooked Man (película de 2016)
The Crooked Man es una película de terror de 2016, dirigida por Jesse Holland, escrita por Jeffrey Schenck y Peter Sullivan, musicalizada por Nick Soole, la fotografía estuvo a cargo de Bernard Evans y los protagonistas son Michael Jai White, Angelique Rivera y Cameron Jebo, entre otros. El filme fue realizado por Hybrid, se estrenó el 1 de octubre de 2016.

## Sinopsis
Olivia vuelve a su vivienda luego de seis años, y una sucesión de fallecimientos extraños le hacen creer que una energía enigmática la sigue desde pequeña.